# Phyllotreta zimmermanni
Phyllotreta zimmermanni är en skalbaggsart som först beskrevs av George Robert Crotch 1873.  Phyllotreta zimmermanni ingår i släktet Phyllotreta och familjen bladbaggar. Enligt den finländska rödlistan är arten otillräckligt studerad i Finland. Arten är reproducerande i Sverige. Artens livsmiljö är ruderatmarker, vägrenar och banvallar. Inga underarter finns listade i Catalogue of Life.